# Nyírpilis
Nyírpilis là một thị trấn thuộc hạt Szabolcs-Szatmár-Bereg, Hungary. Thị trấn này có diện tích 16,34 km², dân số năm 2010 là 836 người, mật độ 51 người/km².